# Caberea hassleri
Caberea hassleri is een mosdiertjessoort uit de familie van de Candidae. De wetenschappelijke naam van de soort is voor het eerst geldig gepubliceerd in 2009 door Judith Winston & Robert Woollacott.